# 俄羅斯啟蒙運動
俄羅斯啟蒙運動是指18世纪时期來自西歐的艺术、科学以及思想在俄羅斯帝國境內的傳播。在此期间，俄羅斯帝國出現了第一所大学、图书馆、剧院、博物馆以及出版社。此外還有人在這一時期批評俄國農奴制並主張限制沙皇的權力。